# ديفيد هاوسمان
ديفيد هاوسمان (بالألمانية: David Hausmann)‏ هو مبارز بالسيف ألماني، ولد في 5 أبريل 1979 في آخن في ألمانيا.

## وصلات خارجية
- ديفيد هوسمان على موقع الاتحاد الدولي للمبارزة (الإنجليزية)
- ديفيد هوسمان على موقع أوليمبيديا (الإنجليزية)